# Бій під Канделем
Бій під Канделем — бій між кадетами Одеського та інших кадетських корпусів під командуванням підполковника Рогойського з частинами Червоної Армії. Відбувся в лютому 1920 року. Один з останніх боїв Громадянської війни на Одеській землі для кадетів Одеського кадетського корпусу.

## Хід бою
Бій під Канделем відбувся у лютому 1920. У бою брали участь залишки розрізнених військових частин Добровольчої Армії під командуванням генерала Васильєва та кадети Одеського, Київського Володимирського та інших кадетських корпусів.
Не сприйнявши «нових порядків» влади рад, кадети разом з частинами Добровольчої армії та біженцями були вимушені просуватися у бік румунського кордону з подальшою евакуацією до Королівства Сербії та Хорватії. «Вовчат», як називала їх нова влада, переслідували кіннотники бригади Котовського. Бій тривав з 9-ї ранку до 6-ї години вечора. Юнаки виявили мужність і відвагу та витримали натиск супротивника.
«Небагато хто знає про загибель на дністровському кордоні загону генерала Васильєва. Ще менше людей знають про присутність у ньому 1-ї роти Одеського кадетського корпусу під командуванням відважного підполковника Рогойського. Нас було п'ятдесят юнаків і два офіцери. 1-й та 3-й взводи 1-ї роти Одеського корпусу і два вихователі. З нами ж був лінійний значок синього кольору з нашитими жовтими літерами: О. К.».
Це написав у 1952 році у Парижі вихованець Одеського кадетського корпусу Євген Яконовський, учасник бою.

## Наслідки бою
За бій під Канделем кадетів, які відзначилися, нагородили 6-ма Георгіївськими хрестами та 4-ма Георгіївськими медалями. Троє кадетів загинули. Багато було поранено.

## Вшанування пам'яті

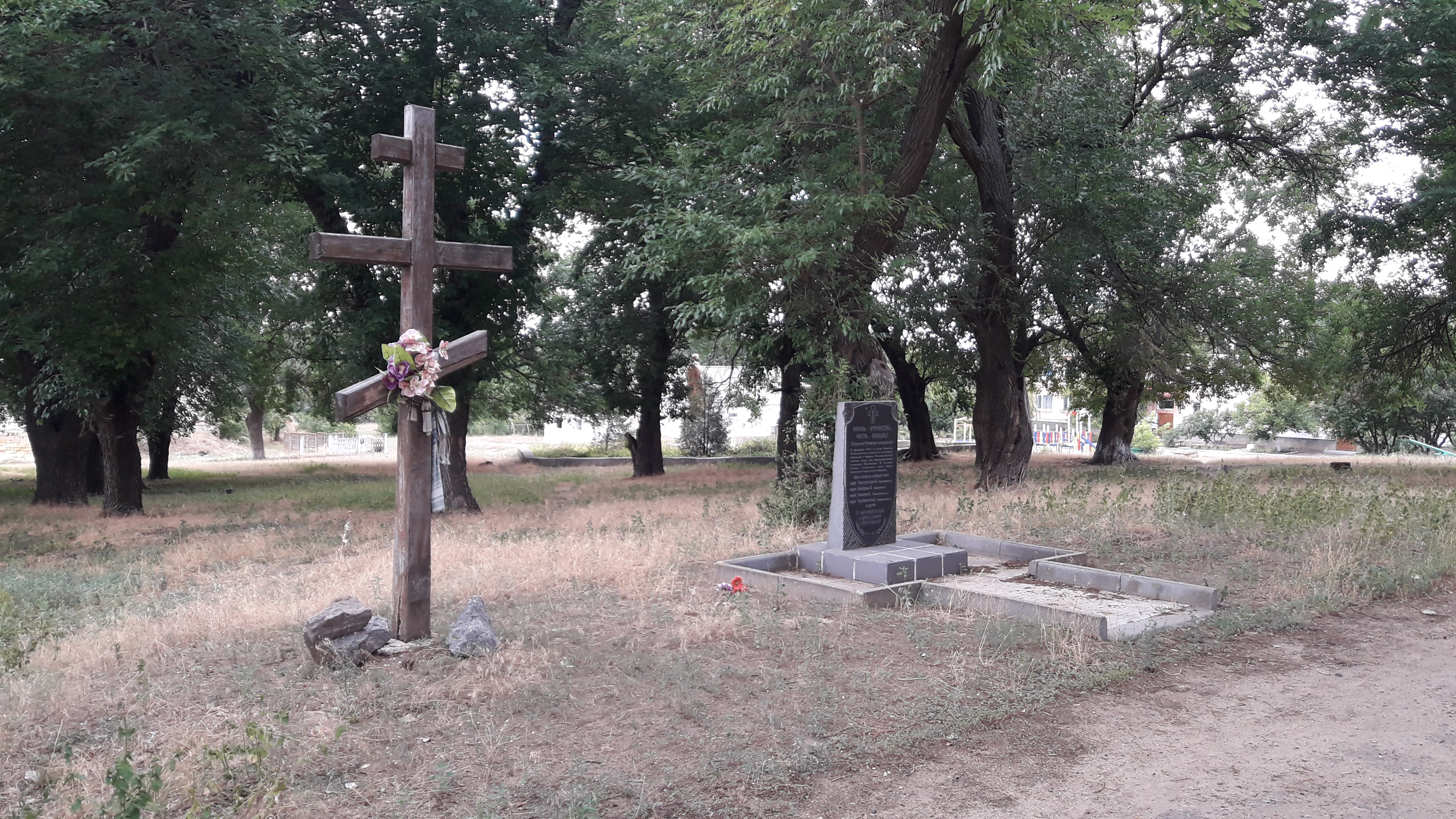
Пам'ятник хрест та пам'ятник в мікрорайоні Рибальське (Кандель) селища Лиманське

19 грудня 2009 року на території Храму Преображення Господнього в Солом'янському районі міста Києва відбулось відкриття та освячення пам'ятника кадетам.
13 лютого 2010 Одеська обласна громадська організація «Кадетський Союз» за підтримки асоціації «Кадетська співдружність» ініціювали встановлення православного хреста та пам'ятного знаку «Кадетам і офіцерам, які загинули в бою у Канделя в лютому 1920 року».
В лютому 2010 року на території колонії Кандель (селище Лиманське Роздільнянського району Одеської області), на місці загибелі кадетів, встановлений пам'ятний хрест, у квітні 2010 року — пам'ятник.

## Фільмографія
- «Кандель. Останній бій» (2011 р.) (режисер В. Журавльов). Фільм знятий разом з Одеським обласним гуманітарним центром позашкільної освіти та виховання. Фільм став призером Міжнародного фестивалю дитячої та юнацької кіновідеотворчості «Петербурзький екран» (В. Кисельова).